# Évry, Yonne
Évry är en kommun i departementet Yonne i regionen Bourgogne-Franche-Comté i norra Frankrike. Kommunen ligger i kantonen Pont-sur-Yonne som tillhör arrondissementet Sens. År 2022 hade Évry 398 invånare.

## Befolkningsutveckling
Antalet invånare i kommunen Évry
| Referens: INSEE |